# 莫景宗
莫景宗（ばくけいそう、マク・カントン、ベトナム語：Mạc Cảnh Tông / 莫景宗）は、莫朝大越の第6代皇帝。名は莫 全（マク・トアン、ベトナム語：Mạc Toàn / 莫全）。

## 生涯
英祖の長男。洪寧2年（1592年6月5日）に黄廷愛率いる後黎朝軍が都の昇龍に侵攻してくると、父帝より監国に任じられて後事を託された。昇龍が陥落して英祖が後黎朝軍に捕えられると、海陽や安広一帯の勢力は景宗に従わず、皇族の雄礼公莫敬止を皇帝とした（閔宗）。各地を逃げ回った景宗は12月12日（1593年1月14日）に後黎朝軍に捕らえられ、翌康佑元年1月27日（1593年2月27日）、同じく後黎朝軍に捕らえられた閔宗ら他の莫氏一族と共に草津一帯で斬首された。